# Ruka Hirano
Ruka Hirano (en japonés: 平野流佳, Hirano Ruka; Osaka, 12 de marzo de 2002) es un deportista japonés que compite en snowboard, especialista en la prueba de halfpipe.
Ganó una medalla de plata en el Campeonato Mundial de Snowboard de 2025, en su especialidad. Consiguió dos medallas de bronce en los X Games de Invierno.

## Medallero internacional
| Campeonato Mundial | Campeonato Mundial | Campeonato Mundial | Campeonato Mundial |
| Año                | Lugar              | Medalla            | Prueba             |
| ------------------ | ------------------ | ------------------ | ------------------ |
| 2025               | Engadina (Suiza)   | Medalla de plata   | Halfpipe           |

| X Games de Invierno | X Games de Invierno    | X Games de Invierno | X Games de Invierno |
| Año                 | Lugar                  | Medalla             | Prueba              |
| ------------------- | ---------------------- | ------------------- | ------------------- |
| 2021                | Aspen (Estados Unidos) | Medalla de bronce   | Superpipe           |
| 2024                | Aspen (Estados Unidos) | Medalla de bronce   | Superpipe           |